# Велика Покровка
Велика Покро́вка (рос. Большая Покровка) — село у складі Тяжинського округу Кемеровської області, Росія.

## Населення
Населення — 54 особи (2010; 112 у 2002).
Національний склад (станом на 2002 рік):
- росіяни — 95 %